# Паркдейл (Міссурі)
Паркдейл (англ. Parkdale) — селище (англ. village) в США, в окрузі Джефферсон штату Міссурі. Населення — 159 осіб (2020).

## Географія
Паркдейл розташований за координатами 38°28′51″ пн. ш. 90°31′37″ зх. д. / 38.48083° пн. ш. 90.52694° зх. д. (38.480890, -90.527063).  За даними Бюро перепису населення США в 2010 році селище мало площу 0,33 км², уся площа — суходіл.

## Демографія
Згідно з переписом 2010 року, у селищі мешкало 170 осіб у 73 домогосподарствах у складі 57 родин. Густота населення становила 521 особа/км².  Було 75 помешкань (230/км²).
Расовий склад населення:
| - 96,5 % — білих - 2,4 % — азіатів - 0,6 % — чорних або афроамериканців |

До двох чи більше рас належало 0,6 %. Частка іспаномовних становила 0,6 % від усіх жителів.
За віковим діапазоном населення розподілялося таким чином: 15,3 % — особи молодші 18 років, 63,5 % — особи у віці 18—64 років, 21,2 % — особи у віці 65 років та старші. Медіана віку мешканця становила 51,3 року. На 100 осіб жіночої статі у селищі припадало 97,7 чоловіків;  на 100 жінок у віці від 18 років та старших — 100,0 чоловіків також старших 18 років.
Середній дохід на одне домашнє господарство  становив 61 428 доларів США (медіана — 53 750), а середній дохід на одну сім'ю — 67 178 доларів (медіана — 57 750). За межею бідності перебувало 4,1 % осіб, у тому числі 14,3 % дітей у віці до 18 років та 0,0 % осіб у віці 65 років та старших.
Цивільне працевлаштоване населення становило 94 особи. Основні галузі зайнятості: освіта, охорона здоров'я та соціальна допомога — 19,1 %, мистецтво, розваги та відпочинок — 16,0 %, роздрібна торгівля — 14,9 %, виробництво — 14,9 %.